# János Garay

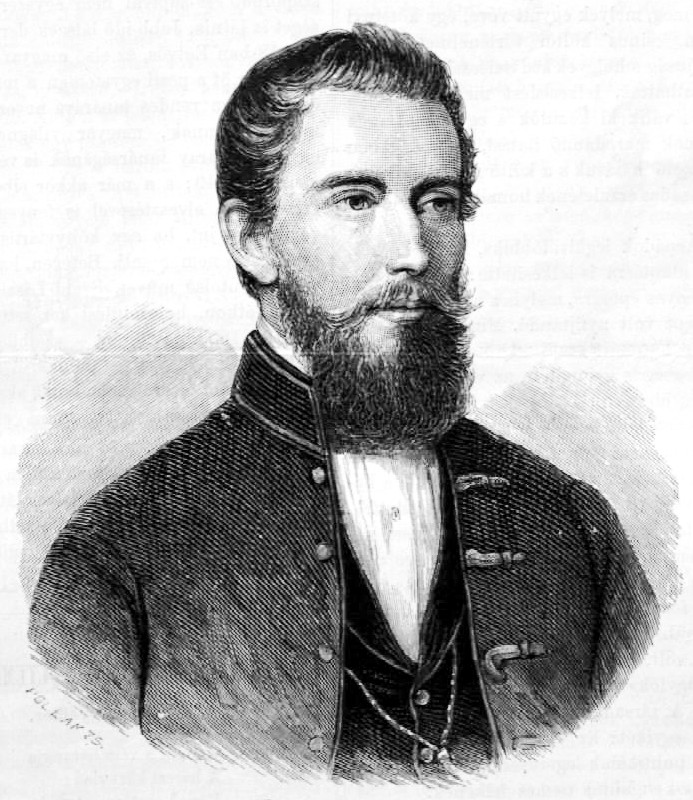
János Garay

 János Garay  (* 10. Oktober 1812 in  Szekszárd; †  15. November 1853 in Pest) war ein ungarischer Dichter.

## Leben

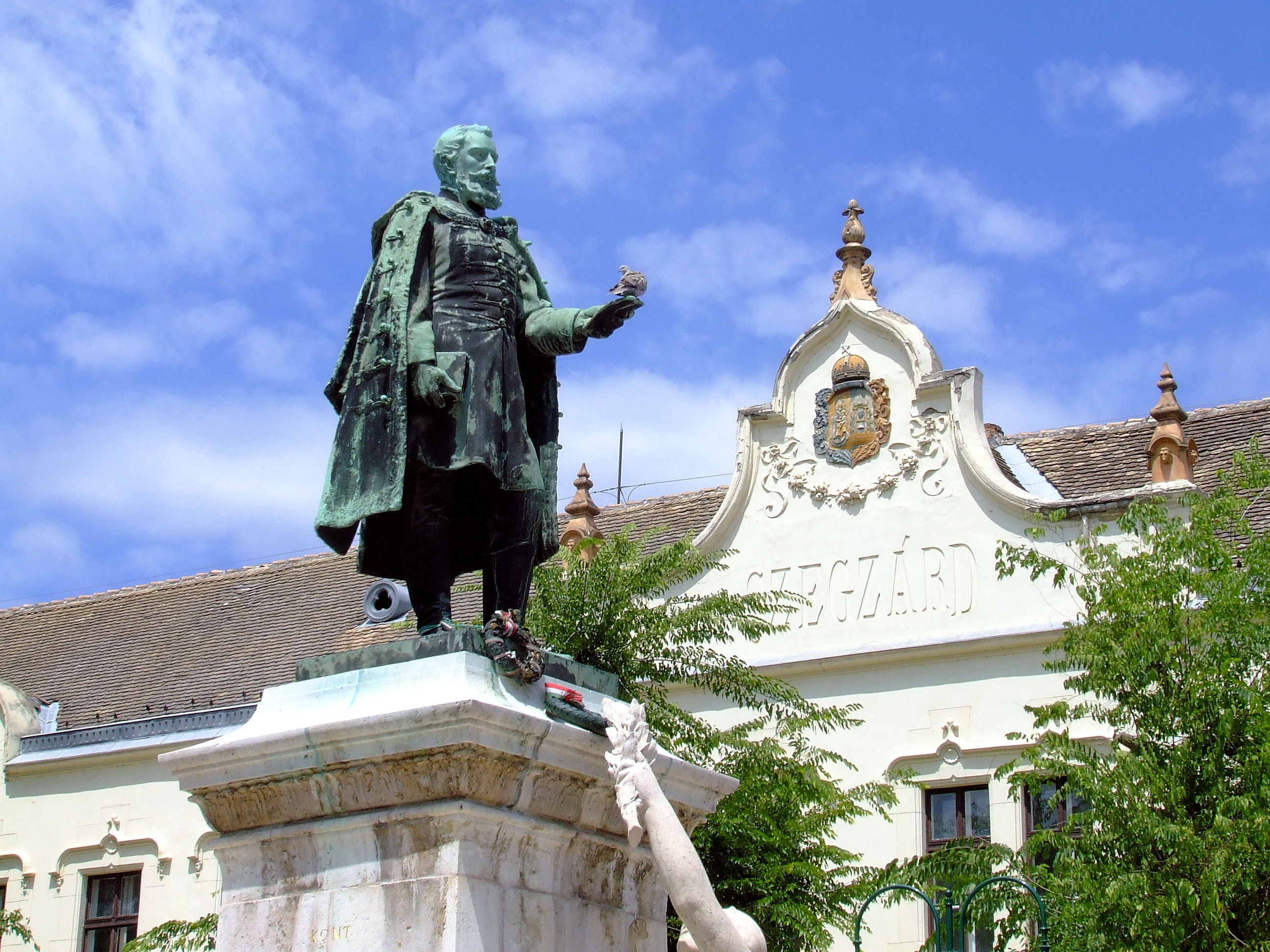
Statue von János Garay in Szekszárd (1898)

János Garay war der Sohn einer Familie kleinadeliger Herkunft in Szekszárd. Seine Eltern führten eher ein bürgerliches Leben: der Vater war angesehener Händler. Seine Schulen besuchte er in Szekszárd und in Pécs, mit dem Studium begann er in Pest. Zuerst studierte er Medizin, später wechselte er zu Philologie. Bereits im Alter von 21 Jahren schrieb er für diverse Zeitschriften und gilt als erster bekannter Berufsjournalist in Ungarn. 1836 heiratete er zum ersten Mal, aber seine Frau, Márta Pap verstarb nach sechs Monaten. 1837 heiratete er Mária Babocsay. 1838 ging er nach Pressburg, wo er eine Stelle bei einer Zeitungsredaktion erhielt. 1839 kehrte er nach Pest zurück. Von nun an lebte er mit kurzen Unterbrechungen in Pest: 1845 fand er bei der Universitätsbibliothek eine Anstellung und schrieb unter anderem für die Zeitung Budapesti Napló. Seine letzten Jahre waren von krankheitsbedingten Leiden geprägt. Er litt an einer schweren Form von Gicht und wurde fast blind. 1850, drei Jahre vor seinem Tod wurde er zum Professor der ungarischen Sprache ernannt. Seit 1839 war er Mitglied der Ungarischen Akademie der Wissenschaften und seit 1842 Mitglied der Kisfaludy-Gesellschaft.
1898 wurde in Szekszárd eine von Ferenc Szárnovszky gestaltete Statue von János Garay enthüllt.

## Seine Dichtung
Anfang der 30er Jahre fing er an, romantische Gedichte zu schreiben. Ein Gedicht in Hexametern über Johann Hunyadi war seine erste bedeutende lyrische Publikation.
Durch gründliches Studium deutscher Meisterwerke gebildet und durch Vörösmartys Poesien angeregt, schrieb er mehrere Dramen, größtenteils historischen Inhalts, unter denen Arbocz (1837) besonders ansprach. Als Dramatiker waren seine Erfolge jedoch mäßig. Seine Stärke zeigte sich in Balladen, Epen bzw. in Volksmärchen-Nachdichtungen. Er verarbeitete unter anderem Legenden aus der Region seines Heimatortes Szekszárd und vom Balaton.
Erwähnenswert sind die Epen Csatár  (1834), die Legende Bosnyák Zsófia, die poetische Erzählung Frangepan Kristófné und das historische Gedicht Szent Laszló  (Erlau 1850, 2. Bde.; 2. Aufl., Pest 1853).
Als sein bekanntestes Werk gilt das Epos über János Háry (erschienen 1843), der den Titel Az obsitos (Der Veteran) trägt.  Dessen Geschichten wurden auch durch Kodálys Singspiel Háry János und die Háry János Suite bekannt. Die erste Hälfte dieses Gedichtes ist in der Versform des Nibelungenlieds geschrieben, die zweite nach dem akzentuierenden Prinzip, das vor allem bei ungarischen Dichtern üblich war.
Als begabterer Balladendichter zeigte er sich in seinem unter dem Titel: Árpádok erschienenen Zyklus historischer Balladen (Pest 1847, 2. Aufl. 1848). Auch seine lyrischen Gedichte Balatoni Kagylok  (Pest 1848, Erlau 1851) werden sehr geschätzt. Seine Erzählungen erschienen in Pest 1845.
Eine Gesamtausgabe seiner Gedichte veranstaltete Franz Ney (Pest 1854, 5 Bde.); eine Auswahl derselben in deutscher Übersetzung gab Kértbeny (2. Aufl., Wien 1857) heraus. Seine Biografie schrieb József Ferenczy (Pest 1883).